# Граф Мёбиуса — Кантора
Граф Мёбиуса — Кантора — симметричный двудольный кубический граф с 16 вершинами и 24 рёбрами, названный в честь Августа Фердинанда Мёбиуса и Зелигмана Кантора (1857—1903). Его можно определить как обобщённый граф Петерсена {\displaystyle G(8,3)}, то есть он образован вершинами восьмиугольника, соединёнными с восьмиугольной звездой, в которой каждая точка соединена с третьей по счёту точкой.

## Конфигурация Мёбиуса — Кантора

Конфигурация Мёбиуса-Кантора

Мёбиус в 1828 году поставил вопрос о существовании пары многоугольников с {\displaystyle p} сторонами в каждом, обладающих свойством, что вершины одного многоугольника лежат на прямых, проходящих через стороны другого, и наоборот. Если такая пара существует, то вершины и стороны этих многоугольников должны образовывать проективную конфигурацию. Для {\displaystyle p=4} не существует решения на евклидовой плоскости, но в 1882 году Кантор нашёл пару многоугольников такого типа в обобщении задачи, в котором точки и рёбра принадлежат комплексной проективной плоскости, то есть в решении Кантора координатами вершин многоугольника являются комплексные числа. Решение Кантора для {\displaystyle p=4} — пара взаимно вписанных четырёхугольников на комплексной проективной плоскости, называется конфигурацией Мёбиуса — Кантора. Граф Мёбиуса — Кантора получил своё имя от конфигурации Мёбиуса — Кантора, поскольку он является графом Леви этой конфигурации. Граф имеет одну вершину для каждой точки конфигурации и по точке для каждой тройки, а рёбра соединяют две вершины, если одна вершина соответствует точке, а другая — тройке, содержащей эту точку.

## Связь с гиперкубом
Граф Мёбиуса — Кантора является подграфом четырёхмерного графа гиперкуба и образован путём удаления восьми рёбер из гиперкуба. Поскольку гиперкуб является графом единичных расстояний, граф Мёбиуса — Кантора можно тоже изобразить на плоскости со всеми сторонами единичной длины, хотя такое представление приведёт к появлению перекрещивающихся рёбер.

## Топология

Граф Мёбиуса — Кантора, вложенный в тор. Рёбра, выходящие вверх из центрального квадрата следует рассматривать соединёнными с соответствующими рёбрами, выходящими из квадрата вниз, а выходящие из квадрата рёбра слева следует рассматривать соединёнными с соответствующими рёбрами, выходящими из квадрата вправо.

Граф Мёбиуса — Кантора нельзя вложить в плоскость без пересечений, его число скрещиваний равно 4, и он является наименьшим кубическим графом с таким числом скрещиваний. Кроме того, граф даёт пример графа, все подграфы которого имеют число пересечений на два и более отличающихся от числа пересечений самого графа.
Однако он является тороидальным — существует его вложение в тор, при котором все его грани являются шестиугольниками. Двойственный граф этого вложения — это граф гипероктаэдра {\displaystyle K_{2,2,2,2}}.
Существует даже более симметричное вложение графа Мёбиуса — Кантора в двойной тор, являющееся правильной картой и имеющее шесть восьмиугольных граней, в котором все 96 симметрий графа можно осуществить как симметрии вложения. 96-элементную группу симметрии вложения имеет граф Кэли, который может быть вложен в двойной тор. В 1984 году показано, что это единственная группа рода два.
Скульптура Девитта Годфри (DeWitt Godfrey) и Дуэйна Мартинеса (Duane Martinez) в виде двойного тора с вложенным графом Мёбиуса — Кантора выставлялась в Техническом музее Словении на шестой Словенской международной конференции по теории графов в 2007 году. В 2013 году вращающаяся версия скульптуры была выставлена в Колгейтском университете.
Граф Мёбиуса — Кантора допускает вложение в тройной тор (тор третьего рода), которое даёт правильную карту, имеющую четыре 12-угольных грани.
В 2004 году в рамках исследования возможных химических углеродных структур, изучено семейство всех вложений графа Мёбиуса — Кантора в двумерные многообразия, в результате показано, что существует 759 неэквивалентных вложений.

## Алгебраические свойства
Группа автоморфизмов графа Мёбиуса — Кантора — это группа порядка 96. Она действует транзитивно на вершины и на рёбра, поэтому граф Мёбиуса — Кантора является симметричным. У него есть автоморфизмы, которые переводят любую вершину в любую другую и любое ребро в любое другое. Согласно списку Фостера граф Мёбиуса — Кантора является единственным симметричным графом с 16 вершинами и наименьшим кубическим симметричным графом, который не является дистанционно-транзитивным. Граф Мёбиуса — Кантора является также графом Кэли.
Обобщённый граф Петерсена {\displaystyle G(n,k)} является вершинно-транзитивным в том и только в том случае, когда {\displaystyle n=10} и {\displaystyle k=2}, или когда {\displaystyle k^{2}=\pm 1{\pmod {n}}}, и рёберно-транзитивным только в следующих семи случаях: {\displaystyle (n,k)\in \{(4,1),(5,2),(8,3),(10,2),(10,3),(12,5),(24,5)\}}. Таким образом, граф Мёбиуса — Кантора является одним из этих семи ребёрно-транзитивных обобщённых графов Петерсена. Его симметричное вложение в двойной тор — одна из семи правильных кубических карт, для которых общее число вершин вдвое больше числа вершин граней. Среди семи симметричных обобщённых графов Петерсена находятся кубический граф {\displaystyle G(4,1)}, граф Петерсена {\displaystyle G(5,2)}, граф додекаэдра {\displaystyle G(10,2)}, граф Дезарга {\displaystyle G(10,3)} и граф Науру {\displaystyle G(12,5)}.
Характеристический многочлен графа Мёбиуса — Кантора равен:
{\displaystyle (x-3)(x-1)^{3}(x+1)^{3}(x+3)(x^{2}-3)^{4}.\ }

## Внешние ссылки
- Weisstein, Eric W. Möbius-Kantor Graph (англ.) на сайте Wolfram MathWorld.
- Weisstein, Eric W. Möbius-Kantor Configuration (англ.) на сайте Wolfram MathWorld.